# Amata anatolica
Amata anatolica là một loài bướm đêm thuộc phân họ Arctiinae, họ Erebidae.